# Hydrovatus caraibus
Hydrovatus caraibus är en skalbaggsart som beskrevs av Sharp 1882. Hydrovatus caraibus ingår i släktet Hydrovatus och familjen dykare. Inga underarter finns listade i Catalogue of Life.